# ФК Верес
ФК „Верес“ (на украински: Рівненський народний клуб „Верес“) е футболен клуб от град Ровно, Ровненска област, Украйна.
Клубът играе в Украинската висша лига. Домакинските си мачове играе на стадион „Авангард“ (7 122 места).

## История
Основан в Ровно през 1957 година като Колхозник, а на следващата година се включва в първенствата на СССР (клас Б). 
Отборът дебютира в украинската премиер лига през сезон 1992/93.

## Предишни имена
| Години          | Име                    |
| --------------- | ---------------------- |
| 1958 – юни 1967 | „Колхозник“ Колгоспник |
| юни 1967 – 1971 | „Горин“ Горинь         |
| 1972 – 1990     | „Авангард“             |
| 1991 -          | „Верес“                |

## Успехи
СССР
- Шампионат на Украинска ССР
  -  Бронзов медалист (2): 1981, 1990
- Купа на Украинска ССР
  -  Финалист (2): 1957, 1991

 Украйна
- Премиер лига
  - 6 място (1): 2017/18
- Купа на Украйна
  - 1/2 финалист (1): 1993/94
- Първа лига (2 ниво)
  -  Шампион (2): 1992, 2020/21